# Azlor
Aflor (en castellà: Azlor) és un municipi aragonès situat a la província d'Osca i enquadrat a la comarca del Somontano de Barbastre.
La temperatura mitjana anual és de 12,8° i la precipitació anual, 600 mm.